# Batterij van Maisy

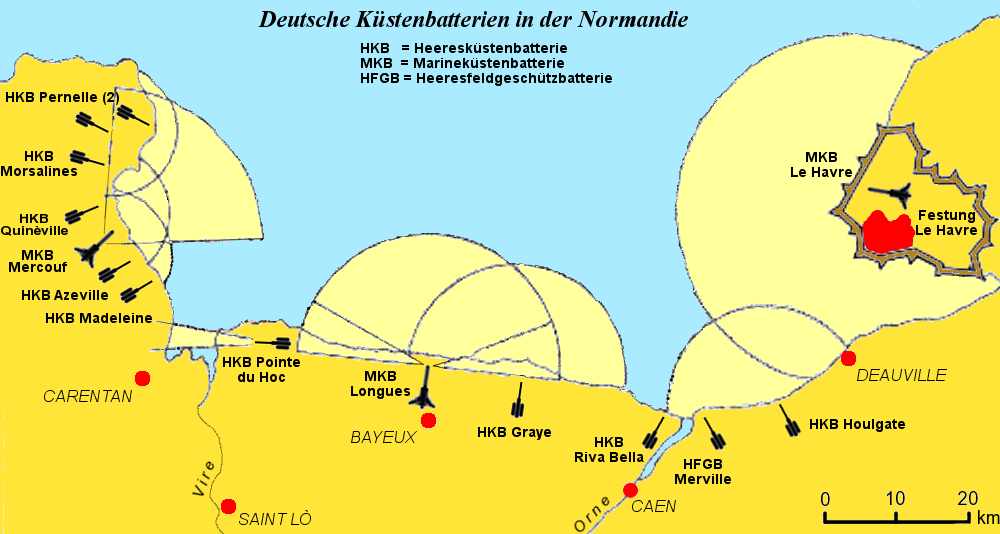
Kaart van Duitse batterijen langs de kust van Normandië

De Batterij van Maisy (Frans: Batterie de Maisy) is een groep van drie batterijen uit de Tweede Wereldoorlog, gebouwd door de Wehrmacht nabij het Franse dorp Grandcamp-Maisy in Normandië. Het maakte deel uit van de Duitse Atlantikwall en was de belangrijkste verdedigingspositie voor dat gebied.
De installatie zorgde voor de verdediging van de sector gelegen tussen de batterijen van Longues-sur-Mer en Crisbecq,
en kon zowel Omaha Beach als Utah Beach bereiken.:143,286
Het complex werd in het grootste geheim in militair beveiligde zones gebouwd, door dwangarbeiders uit Rusland, Tsjecho-Slowakije en Polen.
Het was niet aangeduid op de geallieerde D-day-kaarten die aan de invasietroepen waren vrijgegeven.:150,161
Door deze geheimhouding waren de geallieerde soldaten niet geïnstrueerd om de Batterij van Maisy aan te vallen, maar werden ze in plaats daarvan naar de leegstaande batterij op Pointe du Hoc gestuurd.
Schrijver en militair historicus Gary Sterne suggereert op basis hiervan dat Pointe du Hoc in de aanloop naar D-day door de Duitse verdediging als list werd gebruikt om de geallieerden weg te houden van de Maisy-batterijen.:293

## Landingen in Normandië
De locatie bestond eigenlijk uit drie batterijen, namelijk Les Perruques, La Martinière en Ferme Foucher (boerderij van Foucher), respectievelijk genoteerd als geallieerde doelen 5, 16 en 16A.
De batterij in Les Perruques, door de Duitsers aangeduid als WN83 (Widerstandsnest 83: Weerstandsnest 83), beschikte over zes Franse 155mm-veldhowitzers uit de Eerste Wereldoorlog.
De batterij in La Martinière, bekend als WN84, omvatte vier 105mm-stuks. Vier andere 150mm-kanonnen waren opgesteld in Ferme Foucher.:122,158,186,285-286
De batterij bevindt zich op ongeveer 6 km van Pointe du Hoc, een belangrijk doel van de US Rangers tijdens D-day.
De batterij werd bemand door elementen van de 352e en de 716e Infanteriedivisies, plus het Flak Regiment No. 1 bestaande uit twaalf 88mm-luchtafweergeschutstukken die kort voor D-day op 5 juni 1944 gezonden waren om de batterij te beschermen.:162,175-176
Ferme Foucher werd op 7 juni 1944 verwoest door beschietingen vanaf de Shubrick DD-639.
De twee andere locaties bleven operationeel totdat ze op 9 juni werden aangevallen door de Amerikaanse 2e en 5e Ranger Bataljons.:130-131,265,269
De batterijen bij Maisy waren D-day missiedoel nummer 6, opgedragen aan kolonel James Rudder in zijn informatie betreffende Operatie Neptune en zijn bevelen aan de 1e Infanteriedivisie. Hij heeft zijn mannen echter niet op de hoogte gebracht om de missie naar Maisy uit te voeren.

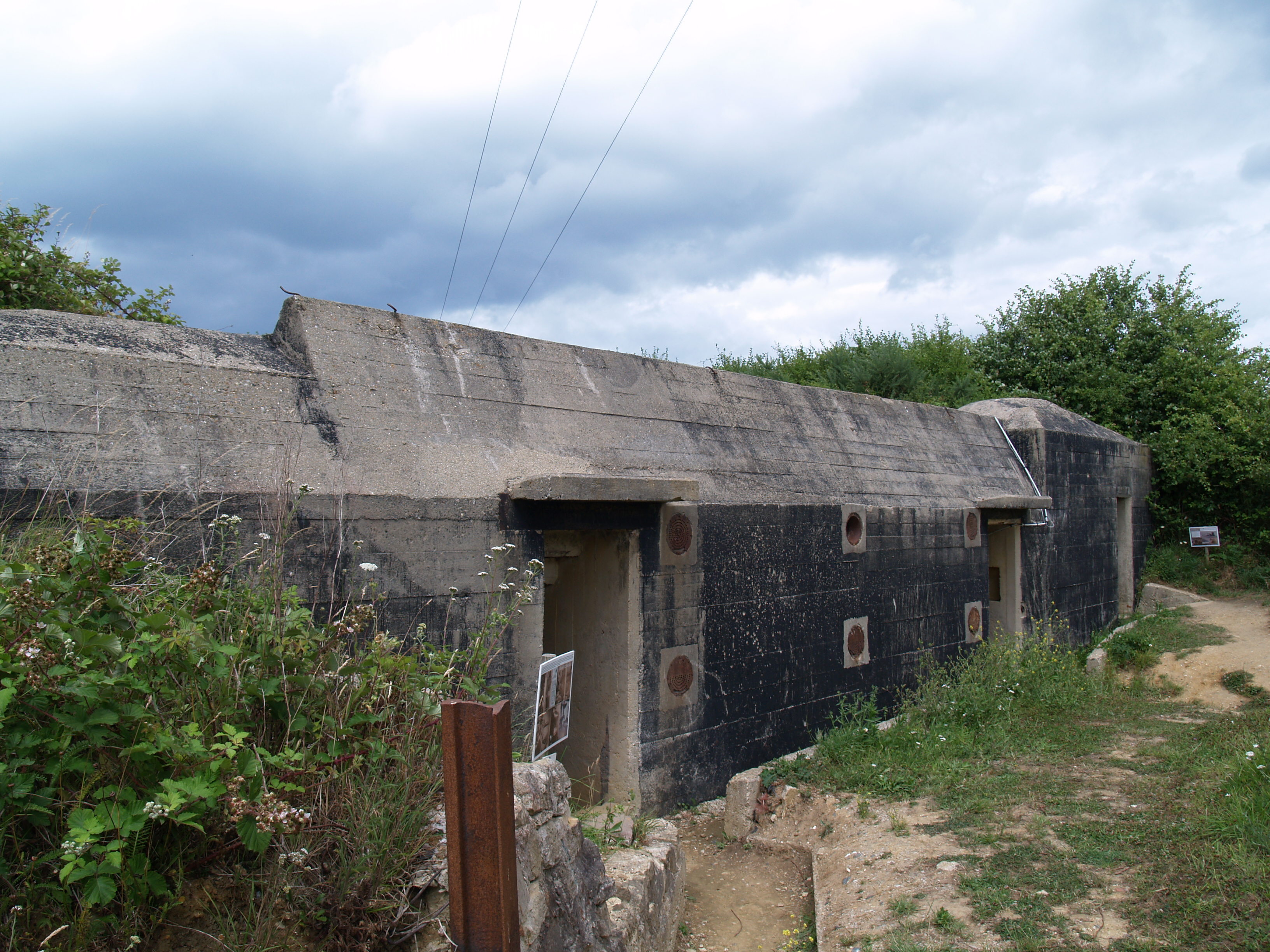
De M 502 bunker van Maisy met Tobruk

Op dezelfde dag vond de 1e Infanteriedivisie een geldopslag waar 4,2 miljoen Franse frank in lag wat als loon voor de Duitse Wehrmacht diende.

## Herontdekking
De Britse militair historicus Gary Sterne herontdekte de Batterij van Maisy in januari 2004 op basis van een stafkaart gevonden in een Amerikaans veteranenuniform dat hij had gekocht.
De batterij was ongeveer anderhalve kilometer van de zee nabij Grandcamp-Maisy gesitueerd, op de kaart aangeduid als "zone van grote weerstand".
De locatie was op dat moment echter niet geregistreerd onder andere D-day-vestingwerken.
Sterne kon een schoorsteen onder het struikgewas lokaliseren.
Sterne onderzocht de locatie verder, en vond meerdere versterkte gebouwen, geschutplatforms en een hospitaal. In Les Perruques werden meer dan drie kilometer aan loopgraven ontdekt.:7,156
In april 2007 werd de locatie voor het eerst geopend voor bezoekers. Tijdens de opgraving vonden ze vier betonnen basen voor 155mm-geschut, deze kanonnen waren ook te zien in propaganda bij Pointe du Hoc. Wat Gary Sterne ontdekte is dat Maisy nog in aanbouw was.